# Antropología nutricional
La antropología alimentaria es una rama de la antropología física que estudia la alimentación humana desde la prehistoria hasta nuestros días. Dado que la alimentación es un fenómeno complejo, para el estudio de la alimentación se aplican teorías y métodos de la antropología, economía, ecología, biogeoquímica y nutrición.
Muchos antropólogos y profesionales de la salud se han interesado en una aproximación multidisciplinaria al tema de la nutrición y alimentación humana a través de esta antropología. 
El estudio de la alimentación es de especial interés desde la perspectiva cultural, ya que este es uno de los comportamientos que presenta una mayor variabilidad inter e intracultural. Por su parte, la antropología biológica estudia la alimentación, particularmente la nutrición, por entenderla como un factor ambiental importante en la variabilidad y la evolución de Homo sapiens.
Son múltiples los factores que inciden en la selección que hacen las personas de los alimentos como sus características sensoriales, factores económicos, y ecológicos, la percepción de los alimentos y la clasificación que se hace de estos, y los factores simbólicos y culturales ligados a los mismos en relación con elementos de estatus, género, sectas, creencias, conocimientos, y valores asignados a los mismos. Por otra parte, existen una serie de encadenamientos con otros campos simbólicos tales como la salud, la enfermedad, la imagen y estética corporal, el placer y las relaciones interpersonales, que poseen profundos componentes socioculturales.

### Métodos
La antropología nutricional utiliza técnicas y métodos de diversas disciplinas para abordar la dieta de distintas poblaciones humanas

#### Análisis isotópico
El análisis isotópico es una técnica biogeoquímica que, entre otros usos, sirve para caracterizar los patrones dietarios poblacional.
Los isótopos son distintos átomos de un mismo elemento químico que difieren en la cantidad de neutrones en su núcleo atómico generando diferencias también en sus masas atómicas. Estás diferencias hacen que los isótopos se distribuyan de manera heterogénea en el ambiente debido a diversas variables. Los humanos incorporamos los isótopos a nuestros tejidos a partir de la dieta. Al hacer un análisis isotópico de diferentes tejidos de una persona podremos caracterizar la dieta de esa persona en distintas etapas de su vida.